# Schuppenzedern
Die Schuppenzedern (Libocedrus), auch Flusszedern genannt,  sind eine Gattung von immergrünen Sträuchern oder Bäumen aus der Familie der Zypressengewächse (Cupressaceae). Die Zweige sind wedelförmig und mit schuppenförmigen Laubblättern bedeckt. Das natürliche Verbreitungsgebiet der Arten liegt auf Neuseeland und auf Neukaledonien. Keine der fünf Arten wird häufig genutzt, nur eine hat geringe forstwirtschaftliche Bedeutung.

## Beschreibung

### Habitus
Die Schuppenzedern sind einhäusige, immergrüne, bis zu 35 m hohe Sträucher oder Bäume. Die Borke ist rötlich braun bis braun, schuppig und blättert in länglichen Streifen oder Platten ab. Die Äste sind ausgebreitet oder aufsteigend und bilden eine pyramidenförmige, kegelförmige oder buschige Krone. Die Zweige sind wedelförmig und ebenfalls aufsteigend oder ausgebreitet.

### Blätter
Die Blätter sind schuppenförmig, kreuzgegenständig, dachziegelartig angeordnet und herablaufend. Sie sind ganzrandig, mit freistehendem oder angedrücktem, stumpfem bis spitzem Blattende. Die Spaltöffnungen  bilden an den Zweigunterseiten deutliche Streifen. An den äußersten, abgeflachten Zweigen sind sie deutlich zweigestaltig: Die Flächenblätter sind kleiner bis etwa gleich groß wie die Kantenblätter, rhombisch und 1 bis 5 mm lang. Die Kantenblätter sind 2 bis 7 mm lang, längsgefaltet, abstehend, sichelförmig gebogen und drüsenlos.

### Zapfen und Samen
Die Pollenzapfen stehen einzeln an den Enden der Zweige. Sie sind 2,5 bis 10 mm lang und haben Durchmesser von 2 bis 3,5 mm. Die 8 bis 24 Mikrosporophylle stehen kreuzgegenständig, sie sind schildförmig und tragen meist 4 selten bis 6 abaxiale Pollensäcke. Die Samenzapfen wachsen an den Enden der abgeflachten Zweige und werden von 4 bis 5, 8 bis 18 mm langen Laubblättern umgeben. Die Zapfen bestehen aus zwei Paar kreuzgegenständigen, holzigen und schaligen und auf der Außenseite mehr oder weniger stark bedornten Zapfenschuppen. Das obere, fruchtbare Paar öffnet sich bei der Zapfenreife, das untere hat eine ähnlich Form, ist jedoch kleiner und unfruchtbar. Je Zapfen werden 4 Samen mit zwei unterschiedlich großen Flügeln gebildet. Sämlinge bilden zwei Keimblätter.

### Chromosomenzahl
Die Chromosomenzahl beträgt 2n=22.

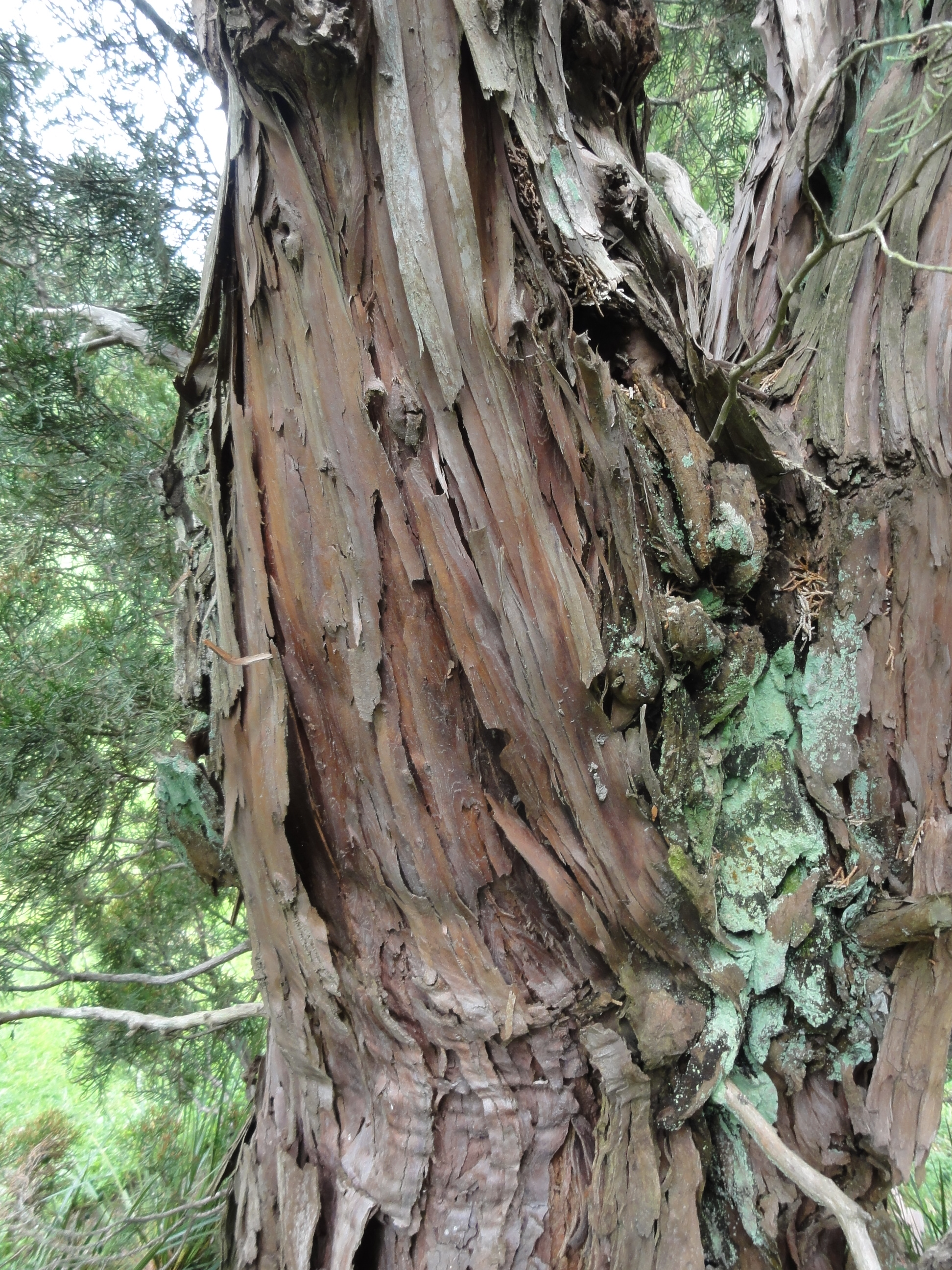
Stamm von Libocedrus bidwillii
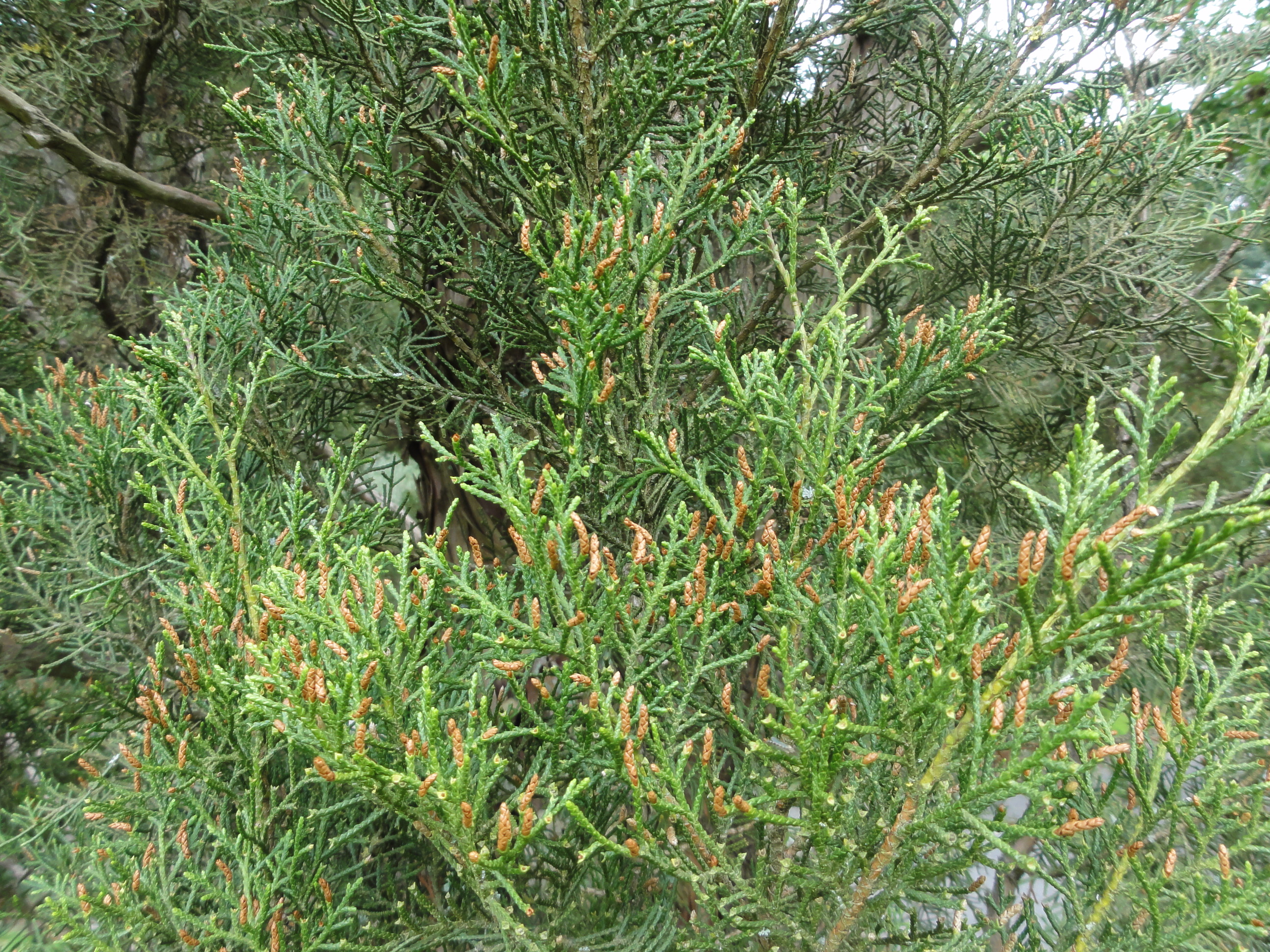
Zweige von Libocedrus bidwillii
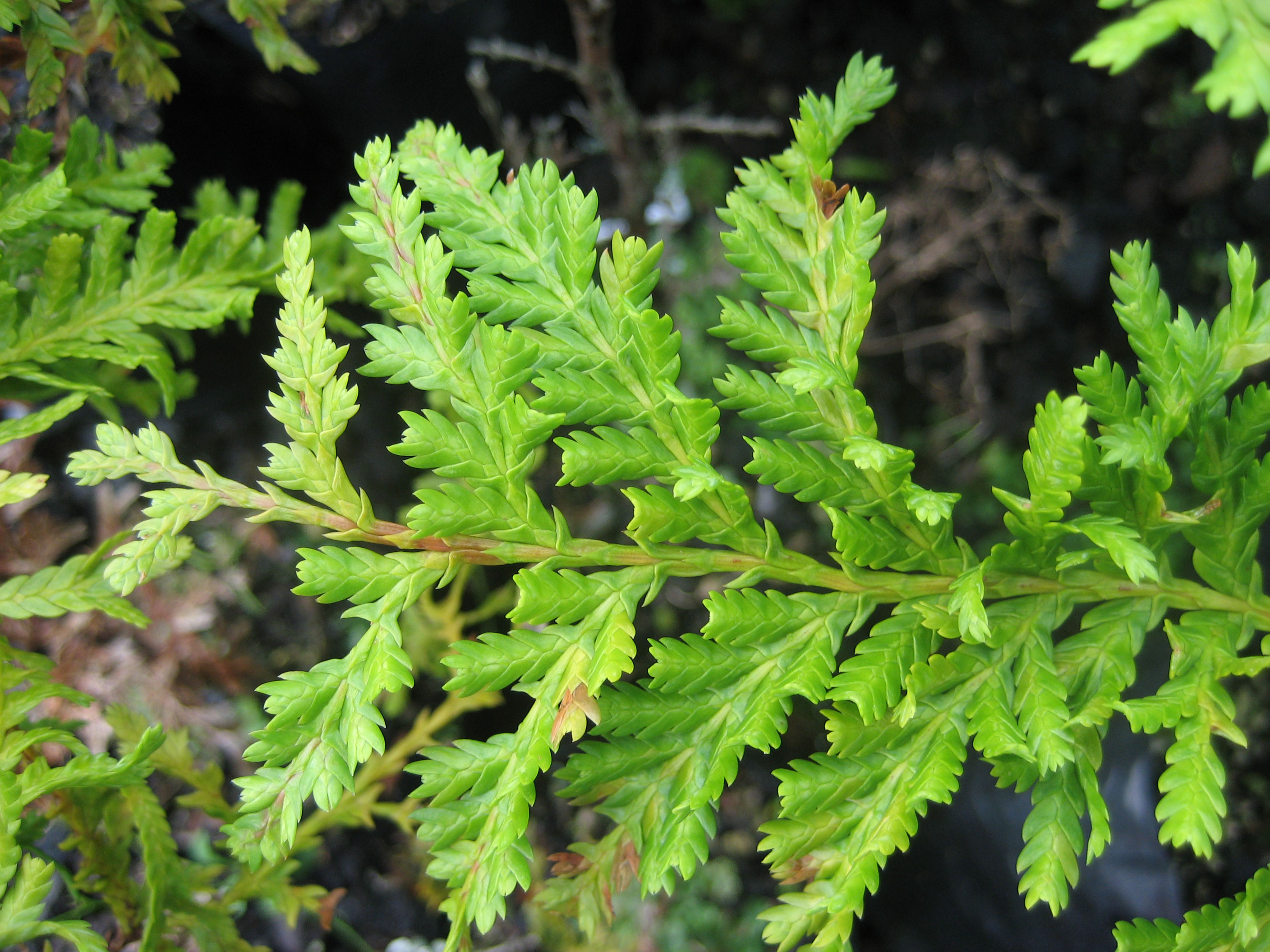
Zweig von Libocedrus plumosa

## Verbreitung

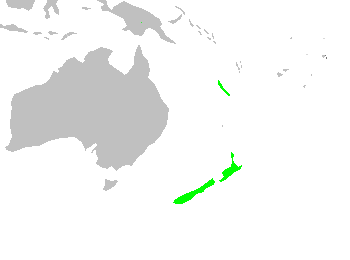
Verbreitungsgebiet der fünf Arten der Schuppenzedern: Neuseeland und Neukaledonien

Das natürliche Verbreitungsgebiet von zwei der fünf Arten liegt auf Neuseeland, die anderen drei kommen auf Neukaledonien vor.

## Systematik
Die Schuppenzedern (Libocedrus) sind eine Gattung in der Familie der Zypressengewächse (Cupressaceae). Dort wird sie der Unterfamilie Callitroideae zugeordnet. Die Gattung wurde von dem österreichischen Botaniker Stephan Ladislaus Endlicher 1847 in Synopsis Coniferarum, Band 42 erstbeschrieben. Die Typusart ist Libocedrus plumosa (D.Don) Sarg. Der Gattungsname Libocedrus leitet sich vom Griechischen libos für „Träne“ oder „Tropfen“ ab, verweist damit auf austretende Harztropfen und von cedrus dem Gattungsnamen der Zedern. Ein Synonym der Gattung ist Stegocedrus Doweld, ein Taxon, das 2001 von Alexander Borissovitch Doweld aufgestellt wurde. Als Typusart wurde Stegocedrus austrocaledonica (=Libocedrus austrocaledonica) angegeben. Die Gattung wird jedoch meist nicht anerkannt. Zur Gattung Libocedrus wurden früher auch die Vertreter der Gattungen Calocedrus, Austrocedrus, Papuacedrus und Pilgerodendron gerechnet, die unter anderen nach molekulargenetischen Untersuchungen eigenen Gattungen zugeordnet werden. Eine Ausnahme bildet die Gattung Pilgerodendron, die nach molekularen Untersuchungen zu Libocedrus gezählt werden kann, jedoch morphologisch große Unterschiede aufweist. Den Schuppenzypressen werden noch folgende fünf Arten zugerechnet:
- Libocedrus austrocaledonica Brongn. & Gris, aus Neukaledonien
- Pahautea-Flusszeder[2] (Libocedrus bidwillii Hook.f.), aus Neuseeland
- Libocedrus chevalieri J.Buchholz, aus Neukaledonien
- Kawaka-Flusszeder[2] (Libocedrus plumosa (D.Don) Druce): Sie kommt auf der Nordinsel und auf der Südinsel von Neuseeland vor.[11]
- Libocedrus yateensis Guillaumin, aus Neukaledonien.[5]

## Verwendung
Als einzige Art hat Libocedrus plumosa, ein bis 25 m hoher Waldbaum, eine wenn auch geringe forstliche Bedeutung. Die Art und auch Libocedrus bidwillii sieht man manchmal in Kultur. Die Vertreter der Gattung sind in Mitteleuropa jedoch nicht winterhart.